# Эпсилон Ворона
Эпсилон Во́рона (лат. ε Corvi), 2 Ворона (лат. 2 Corvi), HD 105707 — тройная звезда в созвездии Ворона на расстоянии приблизительно 260 световых лет (около 80 парсек) от Солнца. Видимая звёздная величина звезды — +2,98m. Возраст звезды определён как около 590 млн лет.

## Характеристики
Первый компонент — оранжевый гигант спектрального класса K2+IIIa, или K2III, или K2,5III, или K0. Масса — около 2,98 солнечных, радиус — около 49,252 солнечных, светимость — около 933,254 солнечных. Эффективная температура — около 4291 K.
Второй компонент — коричневый карлик. Масса — около 63,09 юпитерианских. Удалён в среднем на 2,382 а.е..
Третий компонент — белый карлик.

## Название
Эпсилон Ворона носит также традиционное название Минкар, от арабского термина المنخر (al-mánxar), означающего «ноздря вороны».
В китайском языке название 軫宿 (Zhěn Sù), что означает колесница, дано астеризму, состоящему из Дельты Ворона, Гаммы Ворона, Эпсилона Ворона и Беты Ворона. Эпсилон Ворона носит название 軫宿二 (Zhěn Sù èr, вторая звезда колесницы).

## Описание
Эпсилон Ворона является оранжевым гигантом спектрального класса K2 III, исчерпавшим запас водорода в ядре и уходящим с главной последовательности. Масса данной звезды в три раза превышает солнечную. Измеренный методами интерферометрии угловой диаметр звезды равен 4,99 mas, что соответствует радиусу, равному 52 радиусам Солнца. Эффективная температура внешних слоёв атмосферы составляет 4320 K; звезда имеет оранжевый цвет. Большую часть своей жизни звезда провела как звезда главной последовательности спектрального класса B5V.